# Выборгский рабочий городок
Выборгский рабочий городок — памятник архитектуры. Расположен в Выборгском районе Санкт-Петербурга, современный адрес — Диагональная улица, 8, 10.
Проект городка был составлен М. С. Лялевичем в 1914 году по заданию Товарищества борьбы с жилищной нуждой и реализован лишь частично. Возведённые корпуса с краснокирпичными фасадами расположены зигзагом, по диагональным осям.
Согласно проекту, два корпуса должны были играть роль пропилеев, за ним было ещё два дома сложной конфигурации и замыкал композицию Т-образный корпус. Все здания были каменными и семиэтажными. Однако вследствие влияния Первой мировой войны к 1916 году дом 8 был достроен лишь до пяти этажей, дом 10 — до шести. В 1919—1920 годах один из достроенных домов начал разрушаться, но с началом НЭПа было проведено восстановление, второй дом был достроен и заселён.